# Цитати Мао Цзедуна
«Цитати Мао Цзедуна» (Китайською 毛主席语录; піньїнь: Мао Чжусі Юйлу) або «Цитатник», також відома на Заході як «Червона книжечка » (англ. The Little Red Book, фр. Le (petit) livre rouge) - коротка збірка ключових висловів Мао Цзедуна, вперше видана урядом КНР у 1966 році. «Цитати Мао Цзедуна» містять цитати з промов й опублікованих робіт Мао, структуровані тематично. Найширше розповсюдження (більше мільярда примірників) отримало кишенькове видання в червоній палітурці, призначене для носіння з собою. Це один з найбільших книжкових накладів у світі (порівнянний лише з накладами священних книг авраамічних релігій — християнства, ісламу і юдаїзму).

Твори товарища Мао Цзедуна потрібно вивчати у пошуках ключа до вирішення того чи іншого питання, вивчати і застосовувати у тісному зв'язку з життям, поєднувати їх вивчення із застосуванням, вивчати насамперед найнеобхідніше в цілях отримання негайних і відчутних результатів, докладати максимум зусиль до застосування. Для того щоб по-справжньому опанувати ідеями Мао Цзедуна, необхідно знову і знову вивчати цілий ряд основних положень товарища Мао Цзедуна. Деякі найбільш яскраві висловлювання найкраще заучувати напам'ять, постійно вивчати і застосовувати. На сторінках газет необхідно у тісному зв'язку з дійсністю регулярно публікувати витяги з праць товарища Мао Цзедуна, щоб усі могли їх вивчати і застосовувати. Як показав досвід широких народних мас, накопичений ними за останні роки у ході вивчення та застосування творів товарища Мао Цзедуна в тісному зв'язку з життям, вибіркове вивчення витягів з праць товарища Мао Цзедуна у пошуках ключа до вирішення того чи іншого питання є прекрасним методом вивчення ідей Мао Цзедуна, за допомогою якого неважко домогтися негайних і відчутних результатів.
— з передмови Ліня Бяо до збірки цитат
Рядки з «Цитат», що включалися до книги або статті в пресі, набиралися жирним або червоним шрифтом.
Активним ініціатором зростання накладів «Цитатника» і його поширення був соратник Мао Цзедуна маршал Лінь Бяо, автор передмови до книги. Після втечі і загибелі Ліня у 1971 році поширення книги дещо призупинилося. Після смерті Мао і суду над організаторами культурної революції (1976 р.) і особливо при Ден Сяопіні (кінець 1970-х - 1980-і роки) організоване вивчення цитат було припинене, а використання цитатника в аргументації стало вважатися проявом лівого ухилу і культу особи. У сучасному Китаї старі цитатники, разом з іншими реліквіями часів Культурної революції, перетворилися на матеріал для продажу в спеціалізованих антикварних крамницях. Їх ідеологічне значення втрачене.
З метою експорту маоїзму за межі КНР, цитати були перекладені на всі основні європейські та азіатські мови, а також на есперанто; у період популярності в Європі (особливо у Франції) маоїзму перевидавалися неодноразово. Є кілька російських перекладів. Поширення перекладів зіграло важливу роль у формуванні зарубіжних партій і груп маоїстів, а в багатьох країнах - терористичних маоїстських рухів.
Тираж «Цитат Мао Цзедуна» — один із найбільших книжкових накладів у світі (порівняний лише з тиражами Біблії та Корану).

## Зміст

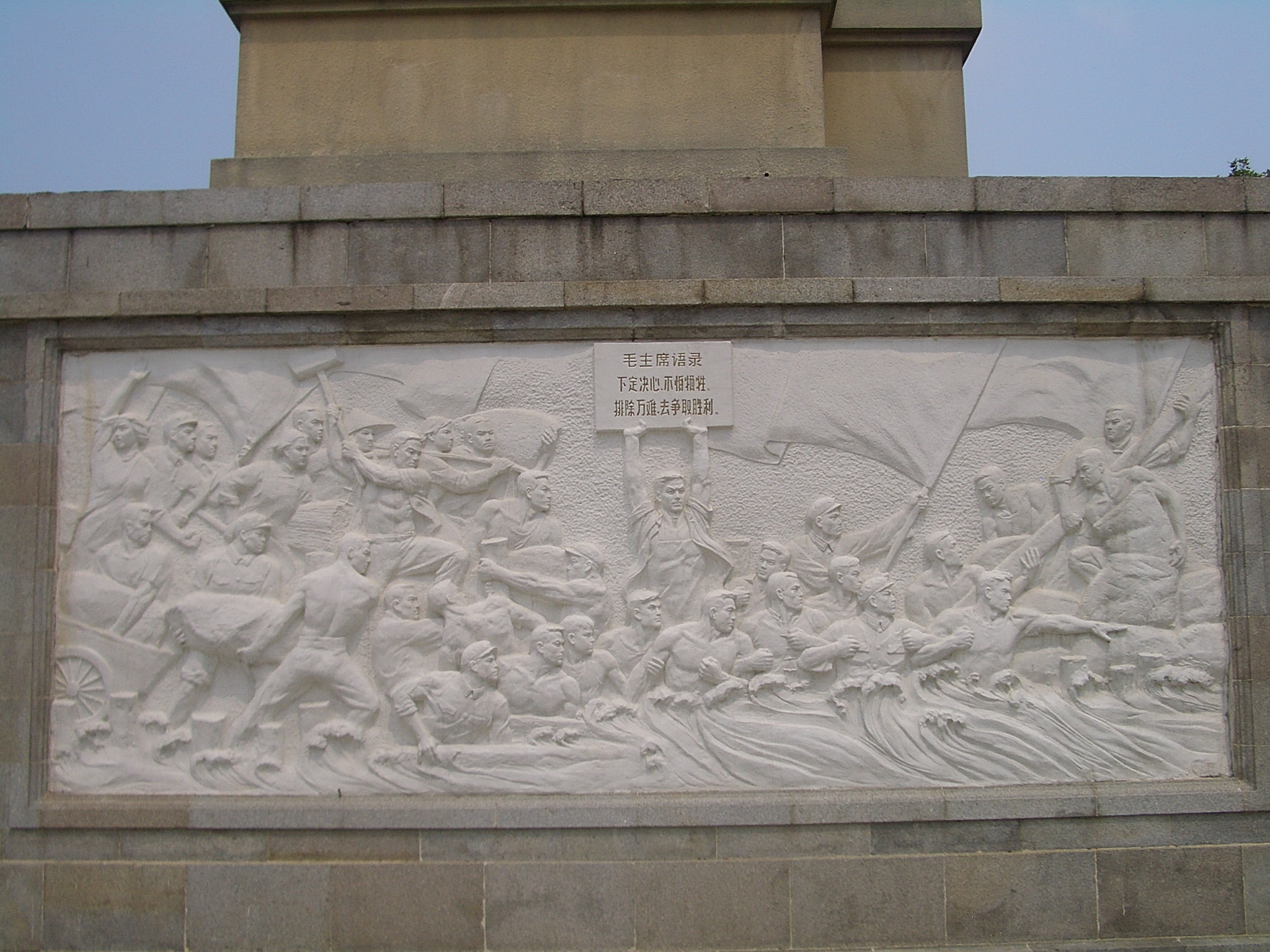
«Цитати Предсідателя Мао» (毛主席 语录, у центрі барельєфу) надихають трудящих Уханю на боротьбу з повінню на р. Янцзи. Оскільки повінь відбувалася 1954 р., наявність цитатника є анахронізмом, але цілком зрозуміло, оскільки сам монумент був відкритий у 1969 р. Сама цитата: «下定 决心, 不怕 牺牲, 排除万难, 去争取胜利» («Пройнятися рішучістю, не боятися жертв, йти на подолання будь-яких труднощів для завоювання перемоги»), зі статті 1945 р., з'являється у розділі «Революційний героїзм» цитатника

Збірка містить 427 цитат, систематизованих за 33-ма тематичними розділами і впорядкованих логічно. Обсяг цитат різний - від одного речення до розгорнутого розмірковування у декілька абзаців. Більшість їх взято з групи приблизно 20-ти головних праць Мао.
Розділи цитатника:
1. Комуністична партія
2. Класи і класова боротьба
3. Соціалізм і комунізм
4. Правильно вирішувати протиріччя всередині народу
5. Війна і мир
6. Імперіалізм і всі реакціонери - паперові тигри
7. Сміти боротися і сміти перемагати
8. Народна війна
9. Народна армія
10. Керівництво партійних комітетів
11. Лінія мас
12. Політична робота
13. Стосунки між офіцерами і солдатами
14. Стосунки між армією і народом
15. Три демократії
16. Просвіта та навчання
17. Служити народу
18. Патріотизм та інтернаціоналізм
19. Революційний героїзм
20. Працьовитість і бережливість у будівництві країни
21. Спиратися на власні сили, наполегливо і самовіддано боротися
22. Метод мислення і метод роботи
23. Обстеження та вивчення
24. Викорінювати помилкові погляди
25. Згуртованість
26. Дисципліна
27. Критика і самокритика
28. Комуніст
29. Кадри
30. Молодь
31. Жінки
32. Культура, мистецтво
33. Навчання